# Blepharodon philibertioides
Blepharodon philibertioides är en oleanderväxtart som beskrevs av Rudolf Schlechter. Blepharodon philibertioides ingår i släktet Blepharodon och familjen oleanderväxter. Inga underarter finns listade i Catalogue of Life.